# Monotropastrum kirishimense
Monotropastrum kirishimense (лат.) — вид цветковых растений, входящий в род Вертляницевидка семейства Вересковые.

## Ареал
Monotropastrum kirishimense встречается в Японии.

## Ботаническое описание
Отличается от Monotropastrum humile розовым цветом листочков околоцветника и чашелистикам, которые обычно более многочисленны, эллиптичны и постоянно прижаты к лепесткам в течение всего периода цветения. и неясными корневыми комами, которые объединены с окружающей почвой, с едва выступающими кончиками корней.